# ヤマハ銀座ビル
ヤマハ銀座ビル（ヤマハぎんざビル）は、東京都中央区銀座七丁目に所在する建築物である。中央通り沿いの本館と、路地を挟んだ別館からなる。本館にはヤマハの楽器店や音楽教室、333名収容のヤマハホールなどが入る。

## 歴史
初代のヤマハ銀座ビルはチェコの建築家アントニン・レーモンドの設計により1951年12月に竣工。日本楽器製造（ヤマハの旧社名）東京支店やヤマハホールなどが入った。築50年を越え老朽化が進んだことに加え、1998年には高さ制限が緩和され、従来より大型の建物が建設可能になったことから、2006年6月に建て替えが決定した。旧店舗の営業は2007年1月5日で終了し、同月19日より銀座一丁目に借り受けたビルを仮店舗として営業再開した。新ビルは、当初2009年春の完成を目指していたが、別館隣接地取得による計画変更や、建築基準法改正に伴う審査期間の長期化などにより約1年延期し、2010年2月26日に開業した。

## 建築
斜角格子状ガラスの装飾が特徴なカーテンウォールでファサード全面が仕上げられている。ガラスは一辺950mmの正方形で、濃淡の異なる金箔を挟み込んだ合わせガラス、乳白色、透明の4種類を総計1435枚用い、素材ガラスは一般板ガラスよりも透明度が高い高透過ガラスを用いている。乳白色は障子のような和のイメージ、金箔入りは金管楽器をそれぞれイメージし、光が透過するように1枚1枚職人が手作業で金箔を敷いており、合わせガラスは両面に中間膜を貼付したPETフィルムの両側を2枚のガラスで挟み、金箔はPETフィルムと中間膜の間に位置する。ガラス同士の接合部は幅22mmの目板で保護されて四隅をMPG金具で接続し、ファサードはケーブルグリッド工法を用いて直径19mmのステンレスケーブルで支持している。吹き抜けに面した部分以外は個々のガラスの内側にハロゲンランプを仕込み夜間はガラスの種類により異なる照明方法で演出し、内装は楽器を思わせる木質系素材と曲面で構成されている。1階の「ポータル」から4階、7階から9階のヤマハホールのホワイエ、10階から12階のミュージックアベニュー銀座、それぞれに吹き抜けを設けている。ホールやスタジオとビル躯体は防振ゴムを介して接続され、中央通りの下を走る地下鉄銀座線の影響を低減するべく地下鉄側から可能な限り離して配置しており、総工費は別館の土地取得費を除き約80億円である。
2012年に日本建設業連合会主催の第53回BCS賞を受賞している。

## フロア構成
本館地下1階から地上5階にかけては「ヤマハ銀座店」で、ヤマハの旗艦店として楽器・楽譜・音楽ソフトを販売する。アンプやスピーカーなど音響機器は扱わず、アコースティック楽器の販売が主体となる。1階のエントランス部は情報発信スペース「ポータル」として、プロモーションが行われる。6階には約100席の「ヤマハ銀座サロン」があり、発表会などを行うことができる。7階から9階にかけては座席数333席の、アコースティック楽器用コンサートホール「ヤマハホール」。10階から12階にかけては音楽教室「ヤマハミュージックアベニュー銀座」で、地下2階にはライブや収録ができるイベントスペース「ヤマハ銀座スタジオ」となっている。別館には、楽器のメンテナンスやアーティスト支援を行う「ヤマハ アーティストサービス東京」「ヤマハ アトリエ東京」、事務所などが入る。